# Черемшанка (Сахалинская область)
Черемша́нка — село в Томаринском городском округе Сахалинской области России, в 18 км от районного центра.

## География
Находится на западном побережье острова Сахалин, на берегу реки Черемшанки, впадающей в Татарский пролив.

## История
Располагается в окрестностях айнского первопоселения под названием Найоро, которое было тезоимённо другому айнскому поселению — на восточном побережье Сахалина (ныне село Гастелло).
С 1905 года до 1945 года принадлежало японскому губернаторству Карафуто и называлось Китасёкуминти (яп. 北殖民地). После передачи Южного Сахалина СССР село получило современное название.

## Население
| 2002 | 2010 | 2013 | 2021 |
| ---- | ---- | ---- | ---- |
| 414  | ↘354 | ↘329 | ↘295 |

По переписи 2002 года население — 414 человек (205 мужчин, 209 женщин). Преобладающая национальность — русские (91 %).